# 于敖
于 敖（う ごう、765年 - 830年）は、唐代の官僚。字は蹈中。本貫は京兆府高陵県。

## 経歴
于粛の子として生まれた。于休烈の孫にあたる。若くして当時に賢者として知られ、志行につつしんだ。進士に及第し、秘書省校書郎を初任とした。湖南観察使の楊憑に召し出されて従事となった。鳳翔節度使の李鄘と鄂岳観察使の呂元膺に相次いで辟召された。協律郎から大理寺評事となり、監察御史に試用された。元和6年（811年）、正式に監察御史に任じられた。殿中侍御史に転じた。倉部員外郎・司勲員外郎・万年県令を歴任し、右司郎中に任じられ、商州刺史として出向した。長慶4年（824年）、入朝して吏部郎中となった。この年のうちに給事中に転じた。
敬宗が即位し、李逢吉が宰相となると、翰林学士の李紳と合わず、誣告して嶺南に追放した。さらに李紳の同僚の龐厳や蔣防が李紳の罪に連座して左遷された。詔が下ると、于敖は詔書を封還した。当時の人は于敖が龐厳と仲が良かったことから、宰相の怒りをかえりみずに、その冤罪を訴えたものと思っていた。ところが于敖の上奏の内容は龐厳の降格が罰として軽すぎるというものであったため、人々をあきれさせ、李逢吉を喜ばせた。ほどなく工部侍郎となり、刑部侍郎に転じた。大和元年（827年）、宣歙観察使として出向し、御史中丞を兼ねた。
大和4年（830年）8月、于敖は死去した。享年は66。礼部尚書の位を追贈された。
子に于球・于珪・于瓌・于琮があり、いずれも進士に及第した。

## 伝記資料
- 『旧唐書』巻149 列伝第99
- 『新唐書』巻104 列伝第29